# Liv'Éditions
Liv'Éditions est une maison d'édition créée par Lionel Forlot en 1994 et active jusqu’à fin 2020, située au Faouët dans le Morbihan. Son nom vient de l'abréviation de « livre » mais aussi « live » (vivre). Il fait également référence au nom breton « liu » qui signifie « encre » et « couleur ».

## Historique
Lionel Forlot décide de publier son premier roman, L'Amour Interdit, à compte d'auteur et crée Liv'Éditions dans ce but. Les ventes de cet ouvrage lui permettent de publier un deuxième titre, Le Pain des Larmes,, puis d’autres ouvrages d’auteurs sélectionnés.
En 1996, il est rejoint dans cette aventure par Yannick Auffray. Ils deviennent alors associés.

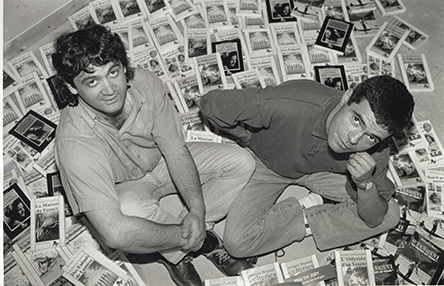
Lionel Forlot et Yannick Auffray

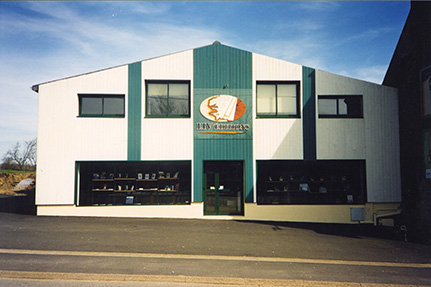
Locaux

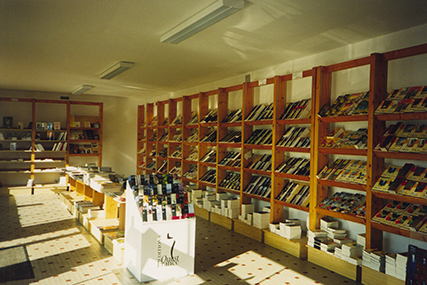
La Boutique

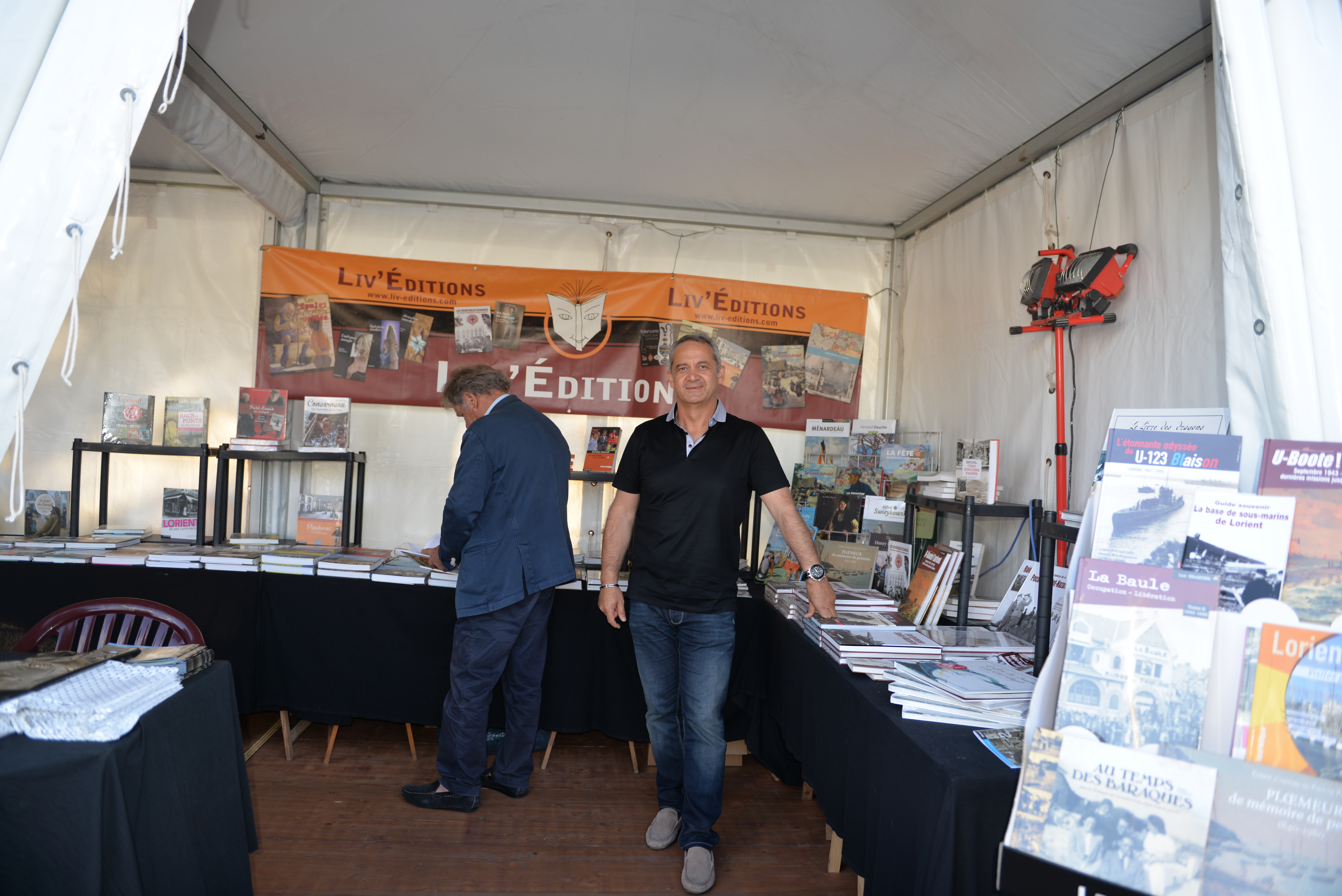
Stand lors du Festival interceltique de Lorient en août 2016. Au premier plan Lionel Forlot.

## Collections
Les trois premières collections sont La 9e vague, Les Celteries ainsi que Létavia (nom de la Bretagne sous les Romains vivant en Armorique)

### Liv'Poche
Elle est constituée de différents genres en format 11 x 18 cm : historique et aventure, roman, policier et suspense. Le polar est la collection la plus fournie.
Quelques exemples de livres de poche :
- Historique et aventure : Yvonne Chauffin, La Marion du Faouët, 224 p.,  (ISBN 2-84497-014-1)
- Roman :  Lucie-Anne Morvan-Le Bras, La Mignonne, 192 p.,  (ISBN 2-84497-067-2)
- Policier/suspense : Maryse Rivière, Sous le signe de la Souris, 416 p.,  (ISBN 978-2-84497-124-1)

Il existe également une collection de luxe pour les polars avec un format plus grand en 14,5 × 22,5 cm comme :
- Jean-Marc Perret, La Baie des cougars, 224 p.,  (ISBN 978-2-84497-280-4)

### Liv'classic
Elle propose des romans au grand public sans thématique particulière en format 13,5 × 21,5 cm.
- Marie Le Franc, Enfance marine, 160 p.,  (ISBN 2-84497-080-X)
- Marie Le Franc, Grand-Louis L'Innocent, 160 p.,  (ISBN 2-84497-078-8). L'ouvrage a été récompensé par le Prix Femina en 1927, il a été édité initialement par les Éditions Rieder et réédité par Liv'Éditions[12].
- Francis Politzer, Tant qu'il viendra, 256 p.,  (ISBN 2-84497-083-4)

### Collection du patrimoine
La collection de Beaux-Livres se composent de collections du patrimoine avec plusieurs sous-collections : Mémoire du pays du Lorient, Mémoires du Morbihan, Mémoires du centre Bretagne, Monographie.
Quelques exemples :
- Association Riec, Mémoire et Avenir, Riec-sur-Belon - La vie d'un bourg dans les années 50, 208 p.,  (ISBN 978-2-84497-250-7)
- Alain Bellec - Martine Rouellé, Moëlan-sur-Mer - Au fil des rues et des sentiers, 288 p.,  (ISBN 978-2-84497-257-6)
- Jacqueline Biheu-Vimard, Drefféac - du Moyen Âge à nos jours, 192 p.,  (ISBN 978-2-84497-212-5)
- Jean-Paul Bourbant, Malestroit - La Perle de l'Oust, 238 p.,  (ISBN 978-2-84497-114-2)
- Jean Bulot, L'île d'Arz, l'île des capitaines, 232 p.,  (ISBN 978-2-84497-197-5)
- Collectif Étel Autrefois, Étel 1850 - 1939 - De la sardine au thon, 224 p.,  (ISBN 2-84497-097-4)
- Collectif Étel Autrefois, Étel 1939 - 1958 - Le difficile passage de la voile au moteur, 248 p.,  (ISBN 978-2-84497-168-5)
- Collectif Étel Autrefois, Étel 1958 - 1968 - L'apogée d'un port hauturier, 288 p.,  (ISBN 978-2-84497-262-0)
- Christine Diskier, Pluvigner - Histoire et images, 256 p.,  (ISBN 978-2-84497-237-8)
- Marcel Gozzi, Clohars Carnoët au fil du temps, 288 p.,  (ISBN 978-2-84497-135-7)
- Marcel Gozzi, Clohars Carnoët, la commune aux 170 village, 256 p.,  (ISBN 978-2-84497-200-2)
- Marcel Gozzi  -  Joël Le Thoër - Jacques Vallois, Clohars-Carnoët et la mer, 256 p.,  (ISBN 978-2-84497-240-8)
- Marcel Gozzi, La Laïta - Quimperlé, Clohars Carnoët, Guidel, 256 p.,  (ISBN 978-2-84497-282-8)
- Mémoire du Faouët (collectif), Si le pays du Faouët m'était conté, tome 1, 256 p.,  (ISBN 978-2-84497-234-7)
- Mémoire du Faouët (collectif), Si le pays du Faouët m'était conté, tome 2, 288 p.,  (ISBN 978-2-84497-265-1)
- Gaby Le Cam, Lorient des années 1960 - 1970, 256 p.,  (ISBN 978-2-84497-219-4)
- Henri Oililic, Elven en images, 224 p.,  (ISBN 2-84497-100-8)
- Cyrille Maguer, De Rosporden à Concarneau sous l'Occupation, 288 p.,  (ISBN 978-2-84497-275-0)
- Cyrille Maguer, Trégunc - Mémoire de Terre et Mer, 272 p.,  (ISBN 978-2-84497-255-2)
- Cyrille Maguer, Névez, 224 p.,  (ISBN 978-2-84497-269-9)
- Didier Pensec -  Martine Rouellé, Riec-sur-Belon - Entre deux rivières, 240 p.,  (ISBN 978-2-84497-243-9)
- Jean-Étienne Picaut, Locqueltas, Locmaria-Grand-Champ, 256 p.,  (ISBN 978-2-84497-283-5)
- Jean-Étienne Picaut, Locminé - Tome 1, 320 p.,  (ISBN 978-2-84497-209-5)
- Jean-Étienne Picaut, Locminé - Tome 2, 320 p.,  (ISBN 978-2-84497-216-3)
- Jean-Étienne Picaut, Locminé Tome 3, 320 p.,  (ISBN 978-2-84497-239-2)
- Martine Rouellé, Auray - Des lieux et des hommes, 288 p.,  (ISBN 978-2-84497-245-3)
- Martine Rouellé, Nostang-Sainte-Hélène - Le long du Goah-Guillerm, 224 p.,  (ISBN 978-2-84497-204-0)
- Martine Rouellé, Kervignac-Merlevenez - du Blavet à la rivière d'Étel, 224 p.,  (ISBN 978-2-84497-201-9)
- Martine Rouellé, Plouay, Calan, Lanvaudan du pont Tri Person au pont Kerlo, 288 p.,  (ISBN 978-2-84497-214-9)
- Martine Rouellé, Rochefort-en-Terre, petite cité de caractère, 120 p.,  (ISBN 978-2-84497-202-6)
- Martine Rouellé, Sur les rives du Scorff - Cléguer, Pont Scorff, 320 p.,  (ISBN 978-2-84497-281-1)
- Ville de Lorient collectif, Au petit bonheur des baraques - L’habitat provisoire dans le Lorient d’après guerre, 224 p.,  (ISBN 2-84497-099-0)
- Emmanuelle Yhuel-Bertin, Plouhinec - Cité Morbihannaise, 256 p.,  (ISBN 978-2-84497-178-4)
- Emmanuelle Yhuel-Bertin, Quimperlé en images, 288 p.,  (ISBN 978-2-84497-145-6)
- Emmanuelle Yhuel-Bertin, De Ploemeur à Larmor en images, 256 p.,  (ISBN 978-2-84497-126-5)
- Emmanuelle Yhuel-Bertin, Port-Louis en images, 288 p.,  (ISBN 978-2-84497-123-4)

### Létavia jeunesse
Destinée à la jeunesse et en lien avec la culture bretonne, elle a été mise en sommeil en 2000.

### Hors collection
Liv'Éditions essaie de nouveaux formats et traite de nouveaux sujets : des essais sur l'écologie, sur le sport mais aussi des biographies sur les personnalités locales.
Quelques exemples d'ouvrages sur le sport :
- Loïc Bervas, Christian Gourcuff - Un autre regard sur le football, 264 p.,  (ISBN 978-2-84497-263-7)
- François Cottarel-Kerambrun, Les Miracles des étirements musculaires, 136 p.,  (ISBN 978-2-84497-293-4)
- Gwenaël Le Coz, Courir & Progresser en 6 minutes chrono, 114 p.,  (ISBN 978-2-84497-220-0)

### Un personnage phare: Marion du Faouët
Marion du Faouët, de son vrai nom Marie-Louise Tromel, est un personnage phare de Liv'Éditions car elle a fait l'objet de trois ouvrages : un roman pour adulte, un livre-document et un roman jeunesse,. 
Le roman d'Yvonne Chauffin, La Marion du Faouët, avait déjà connu dans les années 1960, un vif succès. Il est réédité par Liv'Éditions en 1995 où il connaît un succès encore plus vivace.
Le livre-document réalisé par Jean Lorédan enrichi par les travaux de Catherine Borgella, Marion du Faouët et ses associés, révèle le vrai visage de Marion à travers des correspondances, un courrier rare de Louis XV, des procès-verbaux, des rapports de police et retrouvés dans les archives de Rennes, Vannes, Quimper, Hennebont. Cet ouvrage illustré répertorie également des légendes et des complaintes dont une gwerez qui évoque l'épopée de l'héroïne.
Le roman jeunesse, Les Aventures de Marion du Faouët, est considéré comme un roman historique car Marion du Faouët représente une partie de l'histoire. Il a été rédigé par Margot Bruyère à la demande des éditeurs. Il contient un dossier pédagogique intitulé "Au fil des pages" dont le but est de donner goût de l'histoire et de leur région aux enfants. Il obtient en 1996 le Prix Korrigan.

## Auteurs publiés
Parmi plus de 200 auteurs publiés, on peut citer :
- Danielle Allain-Guesdon
- Joël Anneix
- Roger Arz
- Jean-Louis Bailly
- Pierre Batina
- Gilles Baudry
- Alain Bellec
- Alain Bernier
- Loïc Bervas
- Denis Biget
- Jacqueline Biheu-Vimard
- Jean-Paul Birrien
- Patrick Bollet
- Jean-Paul Bourban
- Luc Braeuer
- Yann Brekilien
- Jérôme Bucy
- Jean Bulot
- Georges Cadiou
- Anne-Marie Castelain
- Yvonne Chauffin
- Lucienne Cluytens
- Jean-François Coatmeur
- Françoise Cottarel-Kerambrun
- Claude Couderc
- Jean Coué
- Olivier Cousin
- Michel Demars
- Christian Denis
- Christine Diskier
- Éric Dumont
- Cyrielle Durox
- Jean-Jacques Égron
- Alain Emery
- Wilhelm Fahrmbacher
- André Fargues
- Carole Farkas
- Jacques Fleurent
- Marcel Gozzi
- Louis Gravouil
- Christine Guenanten
- Allessandro Gui
- Rollande Jadé
- Gabriel Jan
- Claude Jégo
- Jean-Joseph Julaud
- Mirjam Jullien
- Marc Le Bert
- Anatole Le Braz
- Gaby Le Cam
- Claude Le Colleter
- Nicolaz Le Corre
- Gwenaël Le Coz
- Jean-Paul Le Denmat
- Marie Le Drian
- Jean-Pierre Le Floch
- Marie Le Franc
- Patrick Le Goux
- Paul Le Melledo
- Valérie Le Nigen
- Gisèle Le Rouzic
- Suzanne Le Rouzic
- Robert Le Ruyet
- Pierre Le Thoër
- Charles Lévêque
- Jean-Marc Ligny
- Pierre Livory
- Pierre Lorent
- Steve Lucas
- Cyrille Maguer
- Roger Maridat
- Sandra Martineau
- Yvon Mauffret
- Jean Maurice
- Jean-Marc Michaud
- Pascal Millet
- Pierre Monier
- Lucie-Anne Morvan-Le Braz
- Philippe Mouazan
- Albert Naour
- Pierre-Yves Nicolas
- Henri Oililic
- Anne-Yvonne Pasquier
- Jean Pédrono
- Jean-Marc Perret
- Jean-Étienne Picaut
- Jean-Claude Pierre
- Francis Politzer
- Célestine Postic
- Louis Priser
- Julien Rebouillet
- Béatrice Riou
- Maryse Rivière
- Anne Héloïse Roche
- Jean Rollin
- Yannick Rome
- Martine Rouellé
- Michel Saffre
- Daniel Sauvaget
- Thérèse Séné
- Erwan Seure-Le Bihan
- Gérard Teschner
- Régis Testelin
- Isabelle Thieblemont
- Christian Tomine
- Maurice Trogoff
- Jean Vigne
- Gabriel Vinet
- Emmanuelle Yhuel-Bertin